# Näsbyparkstråket
Näsbyparkstråket är ett promenadstråk och en vandringsled i Stockholms län med en total längd på cirka 21 km och ingår i Gångstråk Stockholm. Näsbyparkstråket startar i Näsbypark och går genom Djursholm, Stocksund, Norra Djurgården, Lill-Jansskogen, Östermalm, och Kungsträdgården till Gamla stan och slutdestinationen Stortorget.
Det här är en relativt lång vandring, men går att avbryta när som helst, eftersom stråket ansluter både till Roslagsbanans Näsbyparkgren och tunnelbanans Röda linjen, samt Waxholmsbolagets båttrafik på Ekuddens brygga i Djursholm. Näsbyparkstråket är ett vattennära och grönt stråk, till sevärdheterna hör stora exklusiva sekelskiftesvillor i Djursholm och Stocksund. På Norra Djurgården passerar stråket Stockholms universitet och i kanten av Lill-Jansskogen ligger Kungliga Tekniska högskolan. Näsbyparkstråket möter Mörbystråket vid Stocksundet, stråken viker dock av åt olika håll efter Ålkistan.
Stockholms stads motto för Näsbyparkstråket lyder: Utmed Stora och Lilla Värtan till kunskapsborgar i nationalstadspark.

## Sträckning

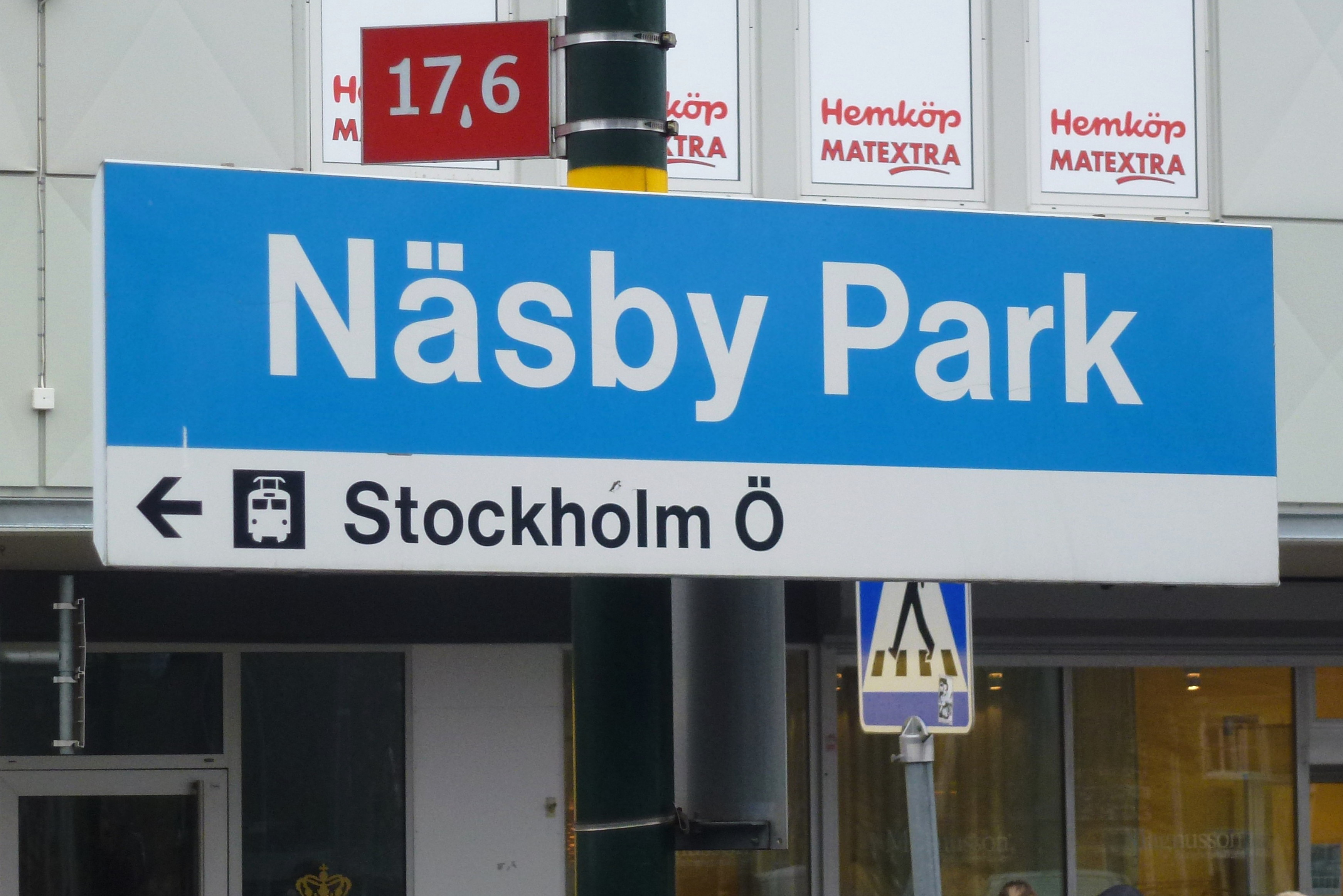
Start: Näsby Park.

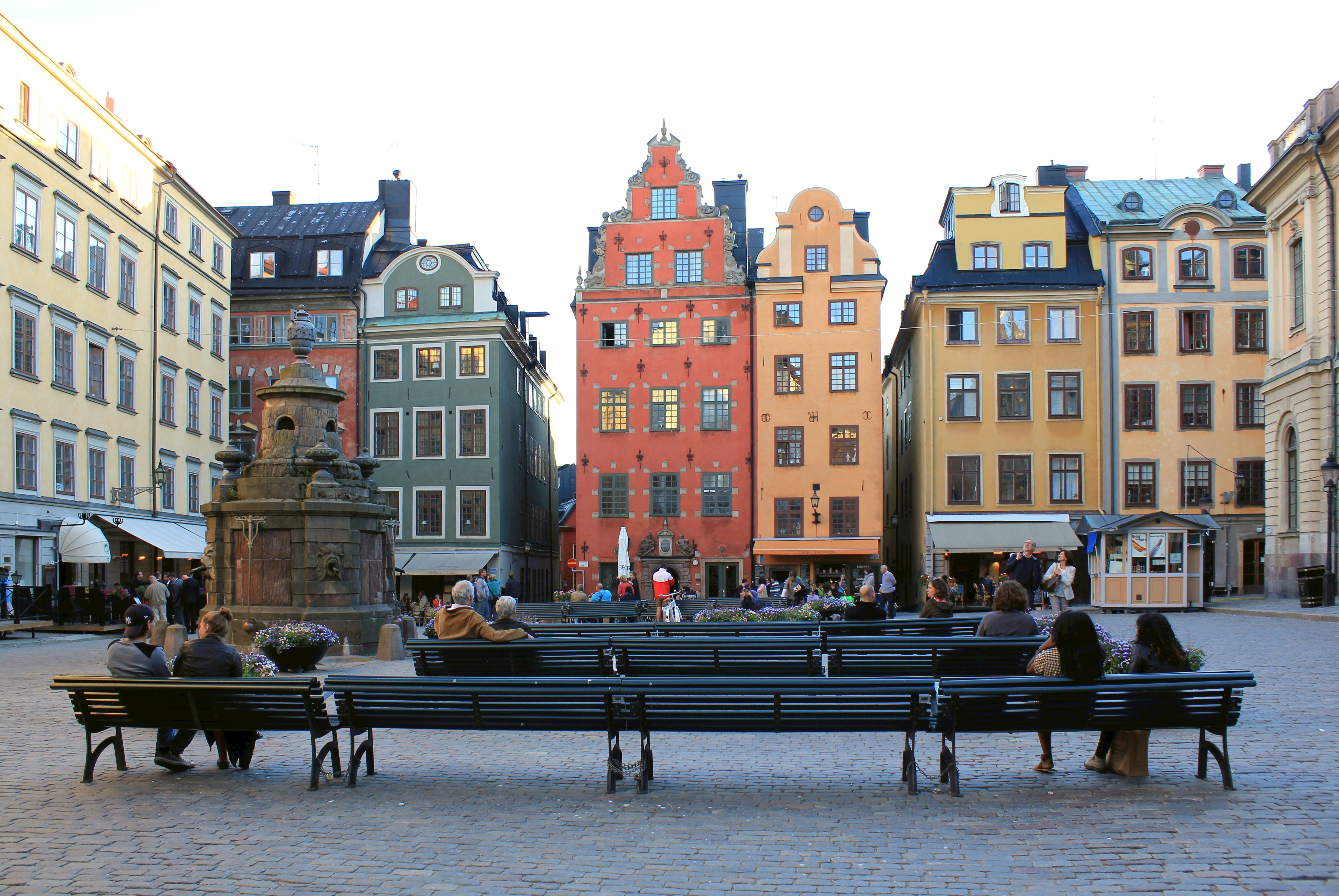
Mål: Stortorget i Gamla Stan.

När Roslagsbanans tåg från Östra station ankommer till ändhållplatsen i Näsbypark kliver man av, går förbi Näsbyparks centrum och följer järnvägen åt motsatt håll som tåget kom. Näsbyparkstråket korsar järnvägen vid Näsby allé och följer därefter Djursholmsvägen några hundra meter och viker sedan av in i skogen vid Näsbyvikens södra strand.
Näsby slott ligger nära stråket, men på norra sidan om viken. Slottet, som brann år 1897, föll i ingenjör Carl Robert Lamms ägo i början av 1900-talet. Med hjälp av gamla ritningar av Nicodemus Tessin d.ä. och arkitekt Erik Josephson återställde Lamm slottets utsida, samtidigt som han byggde en bostad åt sig själv i slottet.
Längs med Näsbyvikens södra strand går vandringen genom skogen mot Svalnäs och strandlandskapet längs med Stora Värtan. I skogen finns blåsippor och vitsippor, gamla ekar, askar, lönnar och lindar, samt hasselbuskar och mäktiga klibbalar. Det finns barrskogar med grova tallar och öppna ängsmarker med skogsbryn. Till spåren från gamla gårdar hör krollilja och vildtulpan. Bland regelbundet häckande fågelarter räknas stenknäck, mindre hackspett och näktergal. I Näsbyviken syns även snatteranden.
I Svalnäs ligger Svalnäsgravfältet, Danderyds största och sannolikt från yngre järnåldern. Gravfältet består av ett 70-tal gravar i två områden. Efter Svalnäs följer Näsbyparkstråket strandlinjen nästan oavbrutet hela vägen till Stocksundsbron. I Djursholm och Stocksund är det tätt mellan stora exklusiva villor från sekelskiftet 1900, bland annat Villa Ransäter, Villa Delling, Villa Tallbacken, Villa Pauli och Villa Tallom.
På Burevägen ett par kvarter från Framnäsviken ligger Birgittasystrarnas kloster, ett katolskt nunnekloster grundat 1911 av den helgonförklarade Elisabeth Hesselblad. Stråket fortsätter på Svalnäsvägen och Skandiavägen längs med Stora Värtans stränder. Djursholms slott, som 1508-1813 ägdes av ätten Banér, ligger ett stenkast från stranden och är idag Danderyds kommunhus. Bakom slottet reser sig Djursholms gamla vattentorn från 1890, idag hemvist för hembygdsföreningen Samfundet Djursholms Forntid och Framtid.
Den slottsliknande Villa Mittag-Leffler på Auravägen 17 är en av Djursholms första villor och från 1890. Villan ritades ursprungligen av arkitekt Rudolf Arborelius för professorn i matematik och affärsmannen Gösta Mittag-Leffler. Läget är högt och slottet höjer sig ett snäpp över grannhusen, från tornet är utsikten vidsträckt. Idag utnyttjas byggnaden av Mittag-Lefflerinstitutet, ett matematiskt forskningsinstitut under Kungliga Vetenskapsakademien. I den väl tilltagna trädgården finns gästforskarbostäder.
Vandringsstråket följer nu Strandvägen söderut. Här ligger en lång rad av nya och äldre villor. Bland de nyare bör nämnas Villa Delin (Strandvägen 43). Byggnaden med sin avantgardistiska och brutalistiska utformning i rå betong uppfördes 1966-1970 efter ritningar av arkitekt Léonie Geisendorf. Nyaste tillskott är Villa Ekudden (Strandvägen 13A) som uppfördes 1993 för finansmannen Fredrik Lundberg. På Strandvägen 19 i kvarteret Breidablik, efter Samsöviken, märks även Villa Pauli uppförd 1907 efter ritningar av arkitekt Ragnar Östberg. Villan räknas idag till Djursholms mest storslagna byggnadsverk.
Från Ekudden vid Sveaviken går det åka båt till Sticklinge udde och Storholmen, samt Tranholmen och Ropsten. Efter Ekudden följer stråket Sveavikens norra strand. Vid västra Sveavikens hamn viker man in på stigen längs med vattnet mot den i slutet av viken belägna holmens yttersta udde. Härifrån ser man Sticklinge udde på nära håll, det är drygt 300 meter till andra stranden och kommungränsen går mitt ute i Stora Värtan.
Därefter följer stråket Alstigsvägen till Skärviken och Långängsstrand. Här ligger Villa Ström ritad 1961 av arkitekt Ralph Erskine. Huset står i kanten på en brant sluttning med vidsträckt utsikt över Stora Värtan. Vandringen fortsätter nära stranden en bit till och når så småningom Täcka Udden. Siktfältet är här fritt över Lilla Värtan, på långt håll ser man både gamla och nya Lidingöbron, bortom Norra Djurgårdens skogar skymtar Ropsten och Värtaverkets skorstenar i Hjorthagen.
Nästa anhalt efter Täcka Udden är Cedergrenska tornet vid Stocksundet mittemot Bockholmen. Tornet har blivit en symbol för Stocksund och ett landmärke vid färd ut mot Roslagen från Stockholm. Från Stocksundsbron, genom Bergshamra och till Ålkistan är vandringen gemensam med Mörbystråket. Näsbyparkstråket viker dock av mot Stocksundet igen längs med Stora Lappkärrsbergets klippstrand, förbi Ekhagen, uppför berget och över Bergiusvägen mot Stockholms universitet. Härifrån kan man ta en kort omväg för att studera fågellivet i det närliggande Lappkärret, avståndet är cirka 300 meter. Bredvid Lappkärret ligger en 4H-gård och Stora Skuggan, ett historiskt område i Nationalstadsparken på Norra Djurgården i Stockholm med kulturhistoriskt värdefulla byggnader.
Naturhistoriska riksmuseet i Frescati är Sveriges största museibyggnad och ritades av arkitekt Axel Anderberg 1916. Arrheniuslaboratoriet (arkitekt Carl Nyrén), som ligger söder om Riksmuseet, hör till Stockholms universitet och har fått sitt namn av den svenske kemisten och nobelpristagaren Svante Arrhenius. Universitetets huvudbyggnad Södra huset (även kallat Blå husen) var den första byggnaden på det nya universitetsområdet utanför innerstaden och blev klar 1961, arkitekten var David Helldén. Länge var Södra huset (förutom Arrheniuslaboratoriet som blev klart 1973) den enda byggnaden. Allhuset tillkom 1981, universitetsbibilioteket 1984 och Aula Magna 1997, samtliga tre byggnaderna ritades av arkitekt Ralph Erskine. Därefter har universitetet vuxit kraftigt i takt med att antalet studenter har ökat.
Stråket går rakt igenom universitetsområdet och fortsätter mot Lill-Jansskogen och Kungliga Tekniska Högskolan. Efter en kort promenad längs med Baron Rålambs väg viker man in på Uggleviksvägen och över Värtabanan. Nere i svackan ligger Ugglevikskällan och på södra sidan järnvägen den nästan helt igenväxta Uggleviken. Därefter följer man Klappjaktsvägen och tar genvägen in mot Operahögskolan på KTH:s campus. Härifrån följer man Osquars backe, förbi den så kallade Borggården, till Östra station och Valhallavägen.
Den sista etappen av Näsbyparkstråket går via Danderydsgatan och Humlegården förbi Kungliga biblioteket till Stureplan och Norrmalmstorg. Härifrån fortsätter man till Kungsträdgården och Strömbron över Stockholms ström till Gamla stan, längs med Österlånggatan och Svartmangatan och till slutdestinationen Stortorget.

## Bilder

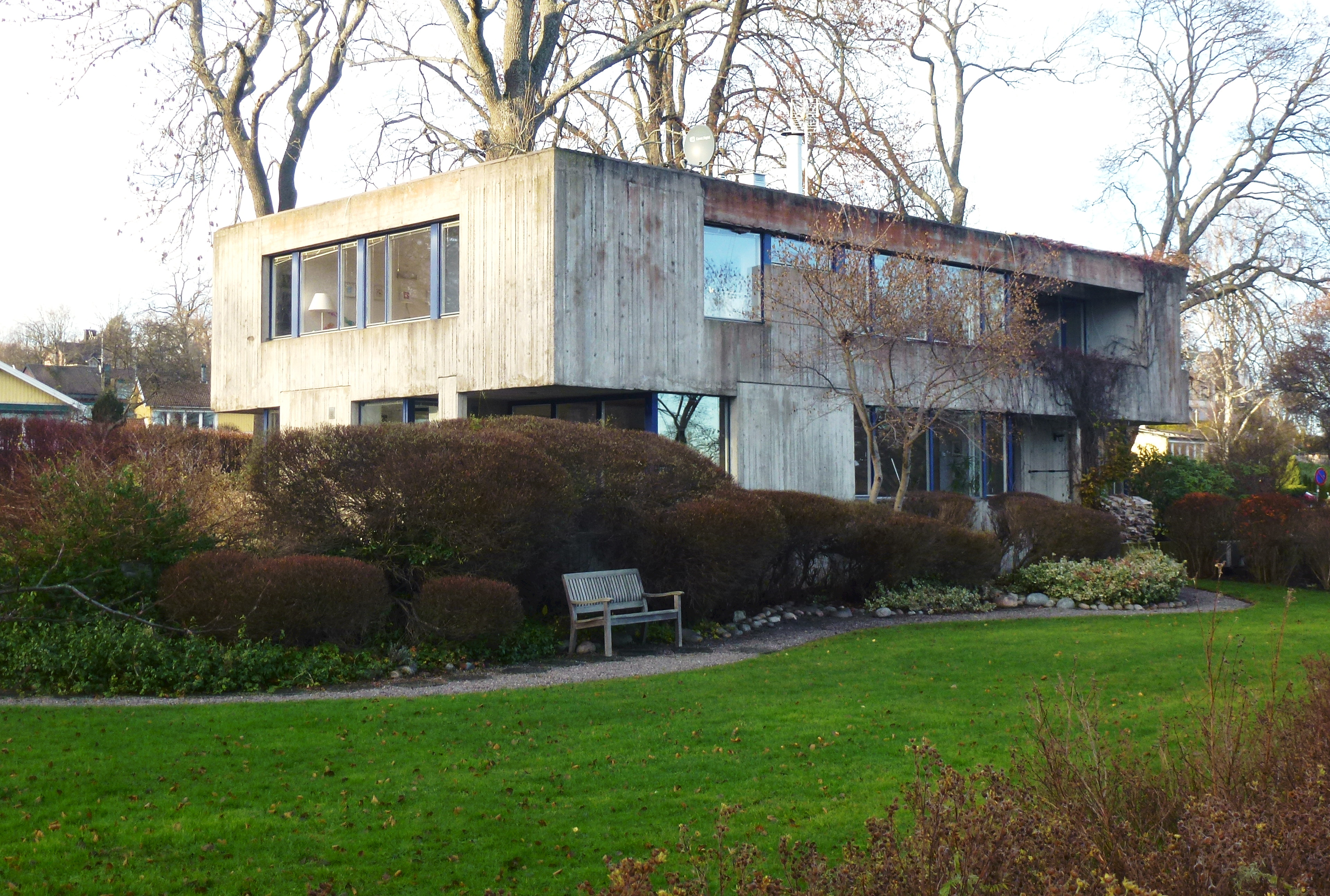
Villa Delin, fasad mot Stora Värtan, arkitekt Léonie Geisendorf.
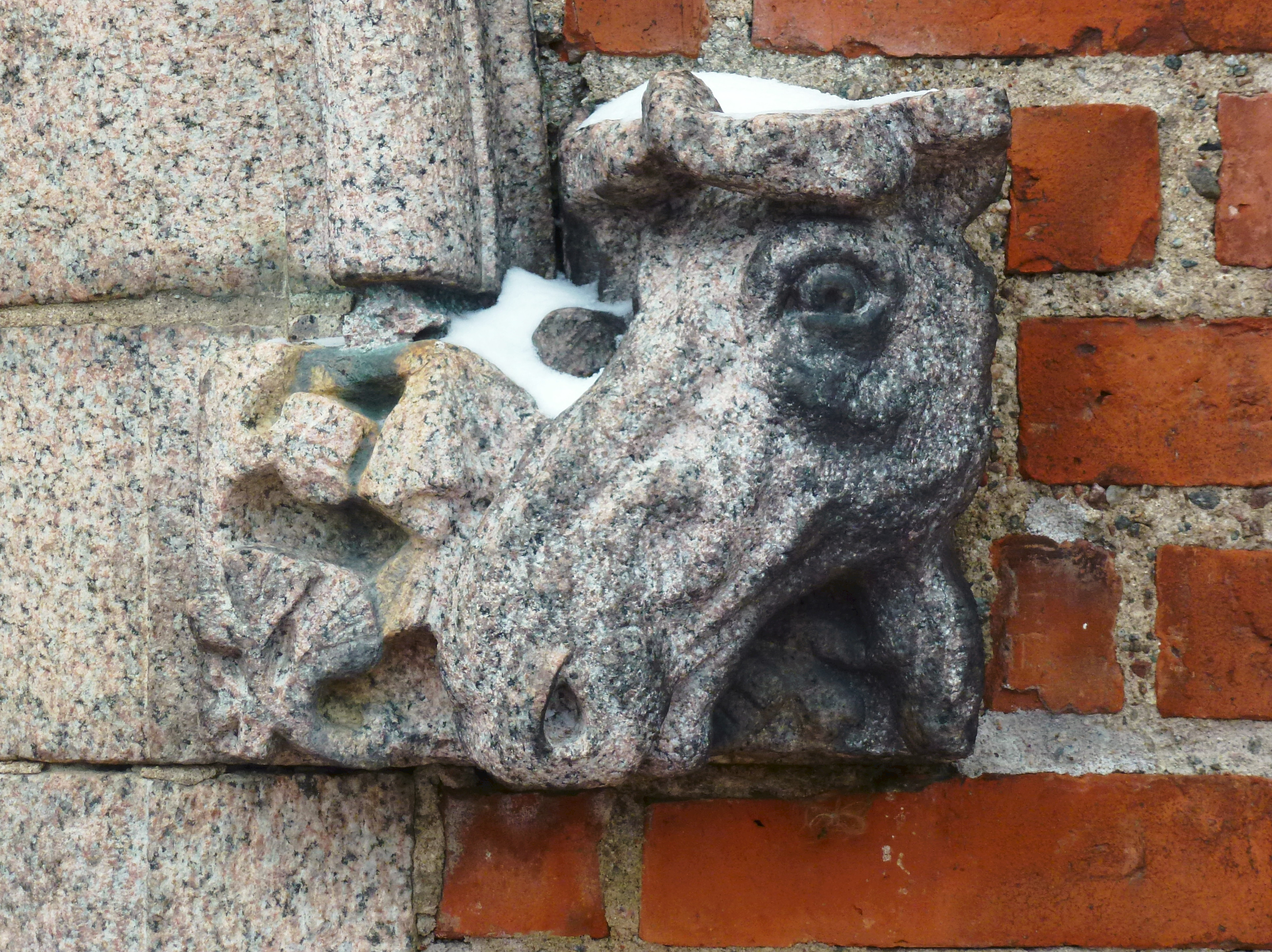
Villa Pauli, älg, vid entrén, skulptur av Carl Eldh.
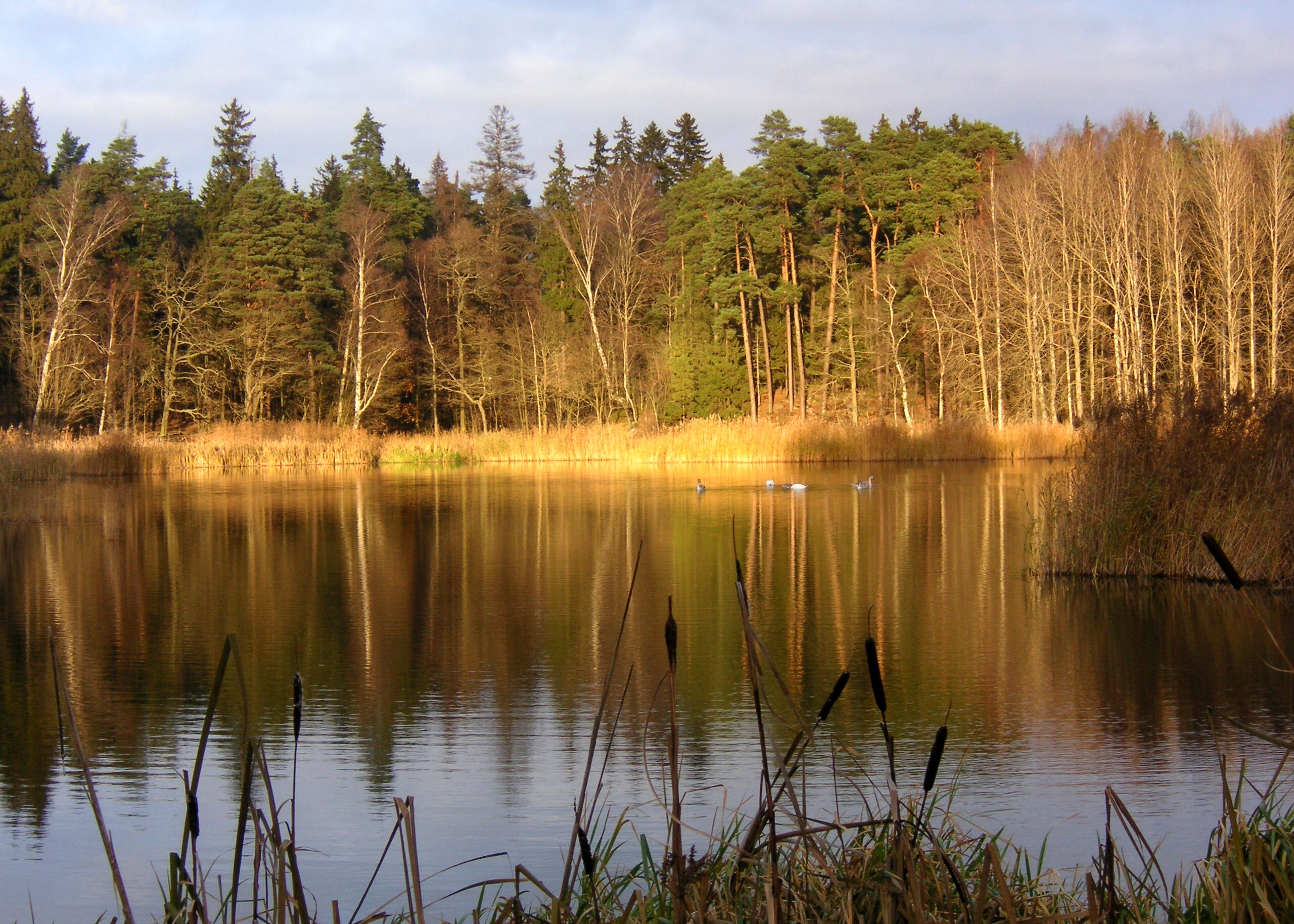
Lappkärret på Norra Djurgården.
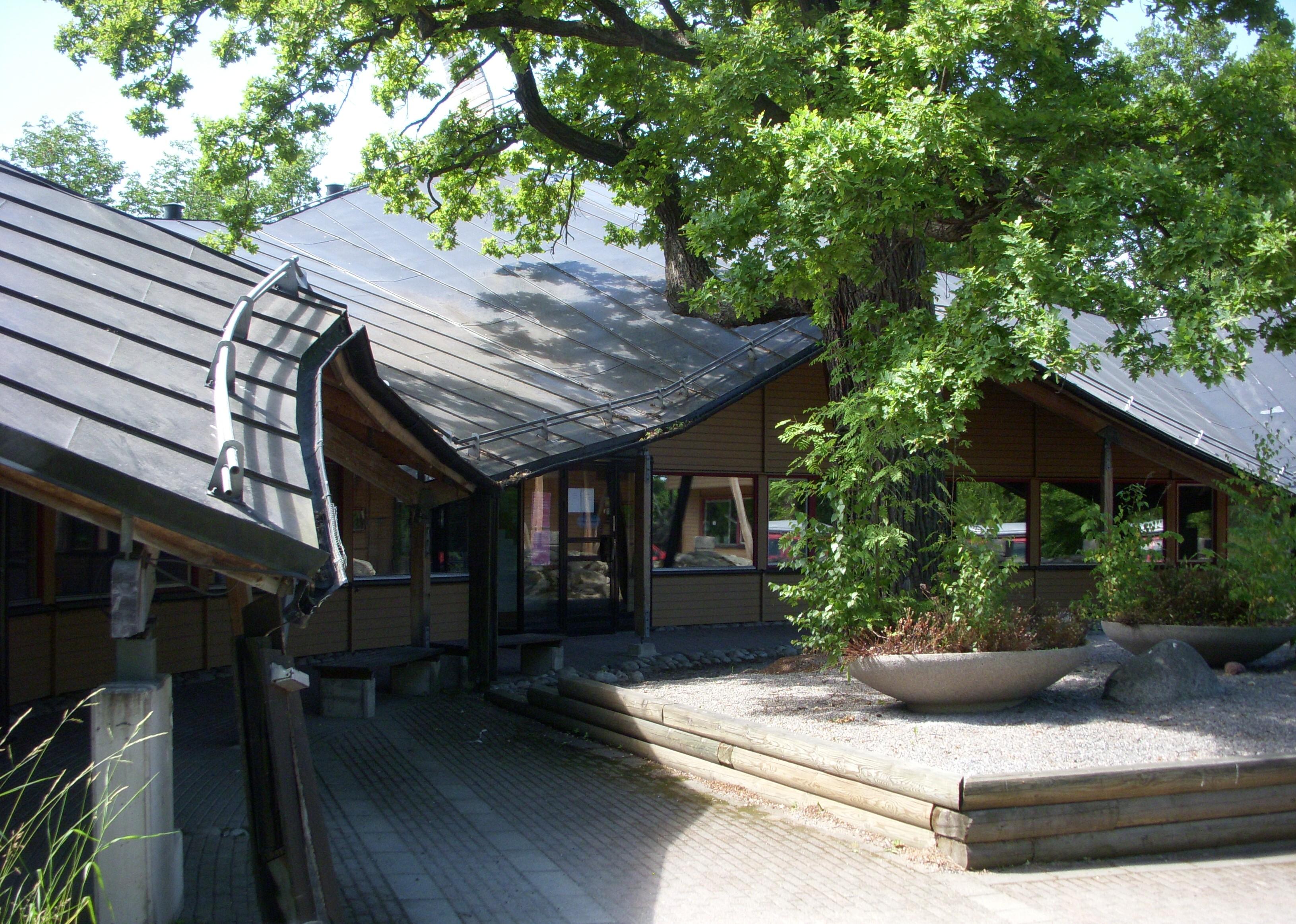
Juristernas hus, Stockholms Universitet.
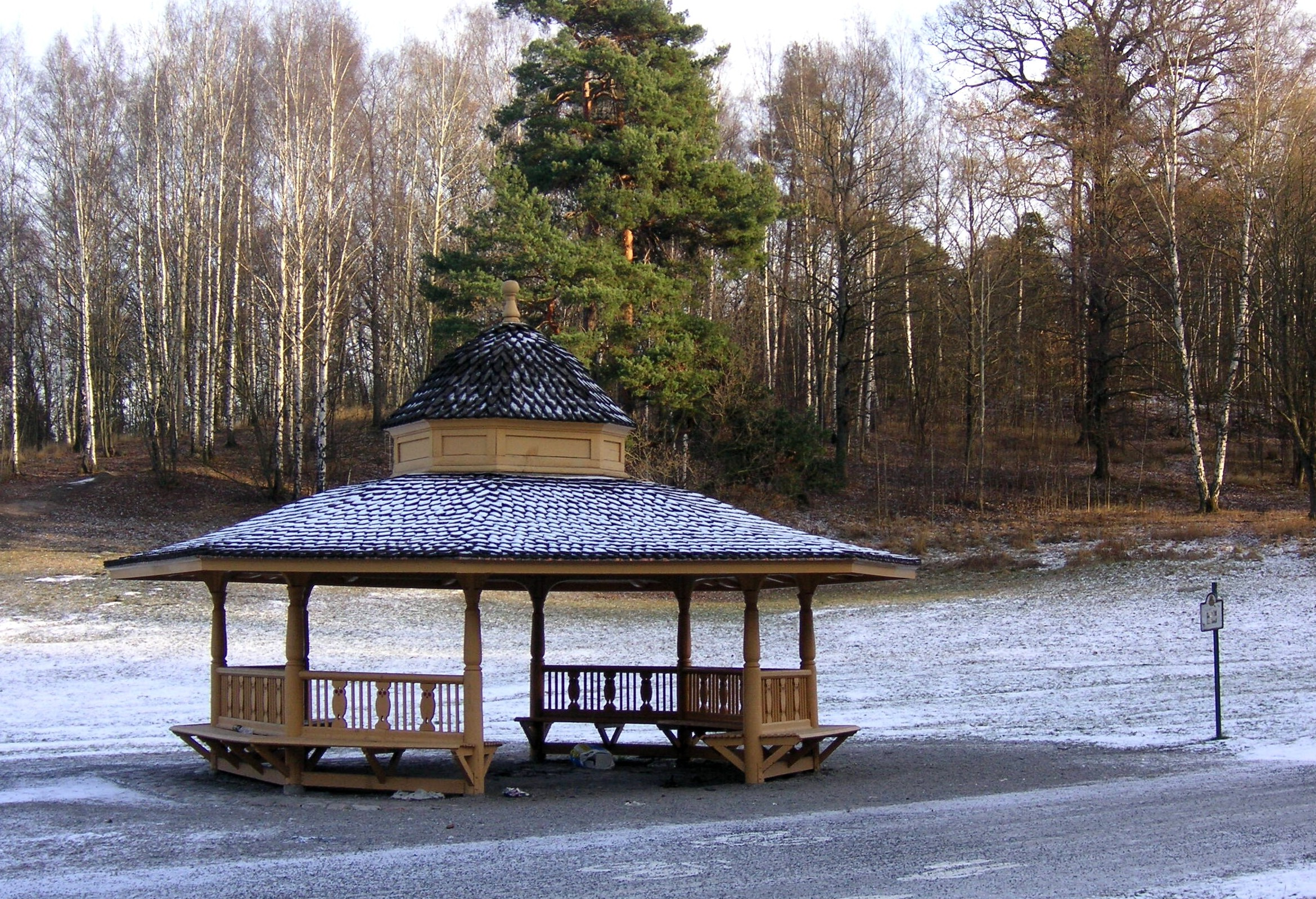
Ugglevikskällan i Lill-Jansskogen.
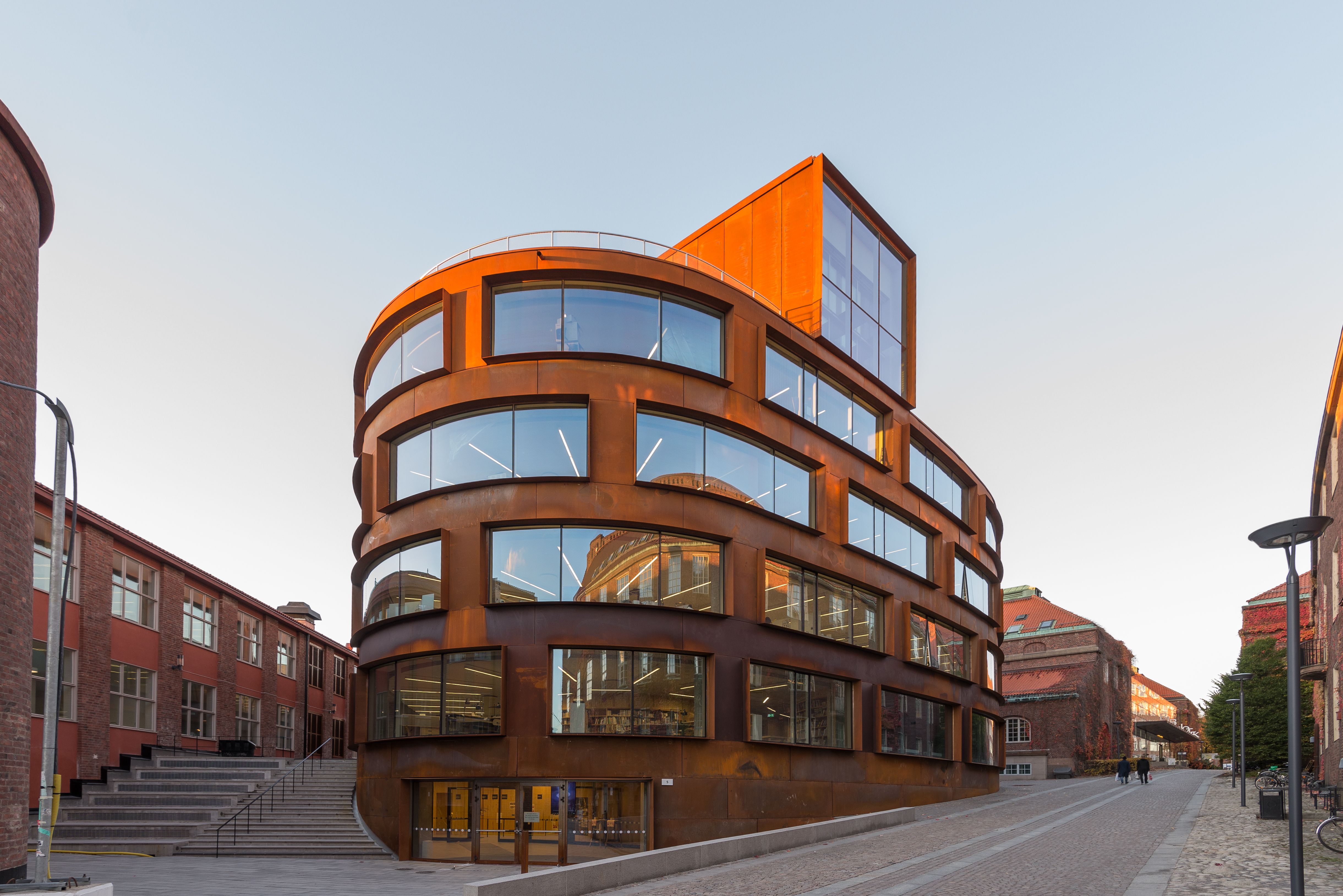
Arkitekturskolans byggnad, KTH.
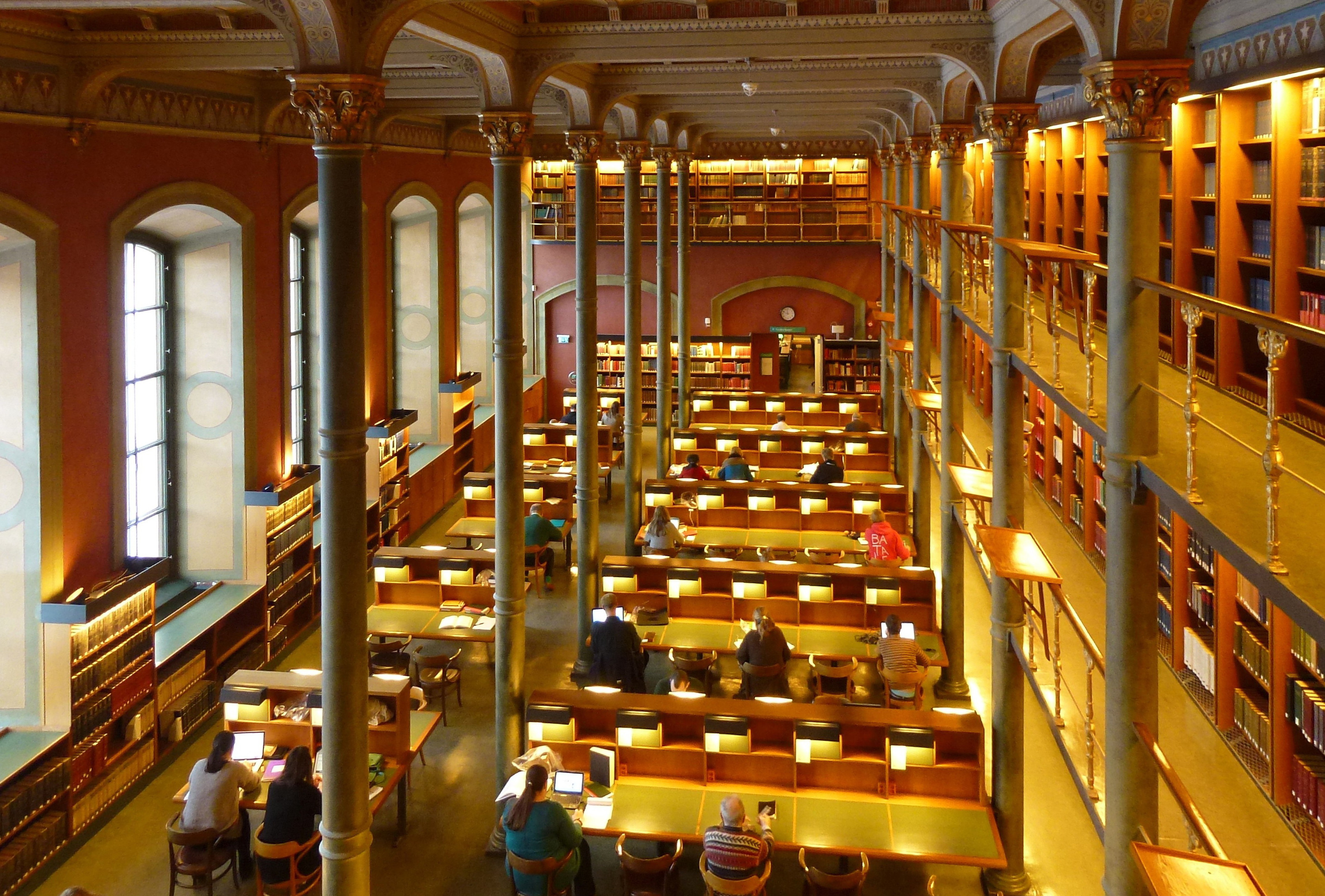
Lässalen, Kungliga biblioteket.